# Conrad Ier de Raitenbuch
Conrad Ier de Raitenbuch (Konrad I. von Raitenbuch, également Kuno de Ratisbonne), né vers 1070 et mort le 19 mai 1132 à Ratisbonne, est un prélat allemand qui fut abbé de Siegburg et vingtième évêque de Ratisbonne de 1126 à 1132. Il est vénéré en Bavière comme bienheureux.

## Biographie
Conrad est issu de la maison de Raitenbuch (de), famille de ministériels et de noblesse bavaroise. L'évêque qui lui succède en 1167 à Ratisbonne, Conrad II de Raitenbuch, est son neveu. Dans ses jeunes années, Conrad entre à l'abbaye de Brauweiler. En 1105, il est appelé par le prince-archevêque de Cologne, Frédéric Ier de Schwarzenburg, à la tête de l'abbaye de Siegburg, au vu de son érudition et de sa discipline monastique. Frédéric et Conrad sont liés d'amitié. Ce dernier réunit dans son abbaye des moines érudits comme Rupert de Deutz ou Norbert de Xanten, l'effectif des moines double pour atteindre cent vingt moines. On ignore les raisons qui l'ont amené à devenir évêque de Ratisbonne, sa ville natale. Il n'avait jusqu'alors aucune implication dans la politique du Saint-Empire sous Lothaire III. Il fonde en 1127 la collégiale Saint-Jean de Ratisbonne. Conrad appelle aussi à Ratisbonne autour de lui des religieux d'importance comme Honoré d'Autun. Il protège les abbayes et appuie la réforme grégorienne en particulier à Mondsee et à Weltenburg. Il aide également au renouveau de l'abbaye de Münchsmünster. Ses idées influencent aussi la rédaction de la Kaiserchronik (de) (Chronique impériale).
On remarque son épitaphe à la basilique Saint-Emmeran de Ratisbonne.

## Source de la traduction
- (de) Cet article est partiellement ou en totalité issu de l’article de Wikipédia en allemand intitulé « Konrad I. von Raitenbuch » (voir la liste des auteurs).